# كازيميرز أوستروفسكي
كازيميرز أوستروفسكي (بالبولندية: Kazimierz Ostrowski)‏ هو رسام بولندي، ولد في 14 فبراير 1917 في برلين في ألمانيا، وتوفي في 12 يوليو 1999 في غدينيا في بولندا.